# USM阿尔及尔
USM阿爾及爾（法語：Union Sportive de la Médina d'Alger，USM Alger）是阿尔及利亚最大的球队之一。位于首都阿尔及尔，球队创建于1937年，队服色为红色和黑色。球队的主体育场为可容纳 15,000 名球迷的阿曼·哈马迪体育场（Omar Hammadi Stadium）。
俱乐部打入过1997年和2003年非洲冠军联赛的半决赛。

## 球队荣誉
- 阿爾及利亞足球甲級聯賽 : 1963年，1996年，2002年，2003年，2005年，2014年，2016年，2019年
  - 亞軍：1998年，2001年，2004年

- 阿爾及利亞盃 : 1981年，1988年，1997年，1999年，2001年，2003年，2004年
  - 亞軍：1969年，1970年，1971年，1972年，1973年，1978年，1980年，2006年

- 阿拉伯足協盃：
  - 冠軍：2013年

- 非洲冠軍聯賽 : 
  - 半決賽：1997年，2003年